# جوين إيفانز
جوين إيفانز (بالإنجليزية: Gwyn Evans) (24 فبراير 1935 في المملكة المتحدة - 1 يونيو 2000 في نيوزيلندا) هو مدير ولاعب كرة قدم بريطاني في مركز الدفاع. لعب مع كريستال بالاس وNelson United AFC ‏ وكرايستشرش يونايتد.